# Falopija
Falopija (papunac; lat. Fallopia),  biljni rod iz porodice dvornikovki sa 12 vrsta jednogodišnjeg raslinja, penjačica i grmastih penjačica iz umjerene sjeverne hemisfere (Euroazija, Sjeverna Amerika, sjeverna Afrika). 
Postoji nekoliko vrsta u Hrvatskoj: grmoliki papunac (F. baldschuanica), dvornik papunac (F. convolvulus), šikarasti papunac (F. dumetorum)

## Vrste
1. Fallopia baldschuanica (Regel) Holub
2. Fallopia convolvulus (L.) Á.Löve
3. Fallopia dentatoalata (F.Schmidt) Holub
4. Fallopia dumetorum (L.) Holub
5. Fallopia filipes (Hara) Holub
6. Fallopia koreana B.U.Oh & J.G.Kim
7. Fallopia pterocarpa (Wall. ex Meisn.) Holub
8. Fallopia scandens (L.) Holub
9. Fallopia schischkinii Tzvelev
10. Fallopia ×heterocarpa (Beck) Doweld

### Nekada uključivane
- Fallopia cynanchoides (Hemsl.) Haraldson, sinonim za Parogonum cynanchoides (Hemsl.) Desjardins & J.P.Bailey
- Fallopia forbesii (Hance) Yonek. & H.Ohashi, sinonim za Reynoutria forbesii (Hance) T.Yamaz.
- Fallopia multiflora (Thunb.) Haraldson, sinonim za Reynoutria multiflora (Thunb.) Moldenke